# 聯合財富情報組
聯合財富情報組（英文：Joint Financial Intelligence Unit，縮寫：JFIU）於1989年9月成立，隸屬於香港警務處刑事及保安處刑事部財富情報及調查科，乃警務處和海關人員所組成的一個聯合單位。其主要責任為處理根據《香港法例》第405章《販毒（追討得益）條例》及（於1995年起）第455章《有組織及嚴重罪案條例》作出關於可疑金融活動（洗黑錢）的舉報，以及（2002年起）根據《聯合國（反恐怖主義措施）條例》處理關於恐怖分子的可疑交易的舉報。聯合財富情報組僅負責接收、分析及儲存舉報，調查事務則由警務處財富情報及調查科財富調查組、有組織罪案及三合會調查科及海關毒品調查科負責。

## 抱負與使命

### 抱負
「使聯合財富情報組繼續作為亞太區內其中一個主要的財富情報組」

### 使命
「聯合財富情報組致力協助政府保護香港免受清洗黑錢及為恐怖分子融資等非法活動的影響，方法是：
- 使聯合財富情報組的專業標準與相關的國際標準接軌
- 促進及加強本地與國際機構之間在財富情報交換方面的合作
- 精細分析聯合財富情報組接收的可疑交易報告並且作出適時發佈
- 加強相關業界對清洗黑錢及為恐怖分子融資問題的意識及了解」

## 組織
- 聯合財富情報組：由警務處及海關人員所組成，由一名警司出任主管。
  - 聯合財富情報組1：由一名總督察出任主管，負責情報分析及發展事務
    - 數據分析小隊：分成4支

  - 聯合財富情報組2：由一名總督察出任主管，負責政策及支援事務
    - 政策及支援
    - 培訓及外展
    - 可疑交易報告管理系統[3]

### 總部
聯合財富情報組總部於1992年9月遷往香港警察總部警政大樓東翼，於1999年遷往西翼16樓。

## 相關參見
- 財富調查組
- 澳門特別行政區警察總局金融情報辦公室

## 以聯合財富情報組為題材的作品

### 電影
- 《L風暴》